# Darfur do Norte
Darfur do Norte (em árabe: شمال دارفور‎; transliterado: Xamal Darfur) é um dos 26 estados (wilayat) do Sudão. Tem uma área de 296.420 km² e uma população de aproximadamente 1.821.000 habitantes (estimativa de 2007). A cidade de El-Fasher é a capital do estado. É um dos três estados da região do Darfur. Outras cidades importantes no estado são: Ailliet, Kebkabiya, Kutum, Mellit (Malit), Tawilah e Umm Kadadah.

## História
O Darfur do Norte partilha muita da história do Darfur. Foi o centro do Sultanato do Darfur e contém tanto a sua capital El-Fasher como a sua principal cidade comercial, Kubay.

## Distritos
O estado de Darfur do Norte tem cinco distritos:
|  | 1. Mellit 2. Kutum 3. Kabkabiya 4. El-Fasher 5. Um Kadada |